# Makak jávský
Makak jávský (Macaca fascicularis), také makak obecný nebo opice jávská je úzkonosý primát z čeledi kočkodanovití (Cercopithecidae) a rodu makak (Macaca). Druh popsal Thomas Stamford Raffles roku 1821. Jeho anglický název crab-eating macaque poukazuje na to, že se tento druh občas přiživí i kraby nebo měkkýši, větší část potravy však tvoří různá semena a jiná rostlinná potrava. Samci se od samic liší velikostí a „knírem“. Ve skupině se projevuje matrilineární hierarchie, samci tlupu opouštějí po dosažení puberty.
Na ostrově Bali byl makak jávský uctíván jako božstvo a lidé pro něj stavěli chrámy. Dnes je široce rozšířen v jihovýchodní Asii, kde se rozčlenil do několika poddruhů. Ve volné přírodě se vyskytuje především v různých typech lesů. Nebojí se vody, dovede výtečně plavat a hledá v ní i část své potravy. Je používán jako laboratorní zvíře, na kterém se testují léky proti různým chorobám.

## Etymologie
Rodové jméno Macaca pochází z portugalského názvu Makako odvozeného z afrického jazyka Fiot. Druhový název fascicularis, znamenající „s pruhem” udělil zvířeti Thomas Stamford Raffles, nevysvětlil však, proč zvolil zrovna tento název.
V Indonésii a Malajsii je pro všechny druhy makaků používán název kera, patrně kvůli pronikavému křiku, anglická synonyma jsou crab-eating macaque (poukazuje na to, že se občas živí i kraby) a long-tailed macac (poukazuje na dlouhý ocas). Známý je též název cynomolgus monkey.

## Taxonomie
Je uznáno celkem deset poddruhů makaka jávského. Nejrozšířenějším poddruhem je M. f. fascicularis, vyskytující se v Indočíně a Malajském souostroví (Sumatra, Borneo a jiné). Poddruh M. f. aureus lze nalézt opět v Indočíně, poddruh M. f. umbrosus na Nikobarách a ostatní jsou rozšířeny hlavně na různých ostrovech v Malajském souostroví mimo Sulawesi. Jednotlivé poddruhy se odlišují podle fyzických vlastností, klíčovou roli zde hraje délka ocasu, tvar vousů a barva srsti.
- Macaca fascicularis fascicularis, Raffles, 1821 (Indočína, Malajské souostroví)
- Macaca fascicularis aureus, E. Geoffroy, 1831 (Indočína)
- Macaca fascicularis philippensis, I. Geoffroy, 1843 (Filipíny [ostrovy Balabac, Basilan, Biliran, Bohol, Busuanga, Camiguin a další])
- Macaca fascicularis umbrosus, Miller, 1902 (Nikobary)
- Macaca fascicularis fuscus, Miller, 1903 (Pulau Simeulue)
- Macaca fascicularis lasiae, Lyon, 1916 (Pulau Lasia u Sumatry)
- Macaca fascicularis atriceps, Kloss, 1919 (Thajsko)
- Macaca fascicularis condorensis, Kloss, 1926 (Con Sonův ostrov)
- Macaca fascicularis tua, Kellogg, 1944 (Pulau Maratua východně od Bornea)
- Macaca fascicularis karimondjawae, Sody, 1949[2] (Pulau Karimunjawa v Jávském moři)

Makak jávský se může křížit s jinými druhy makaků.

## Výskyt

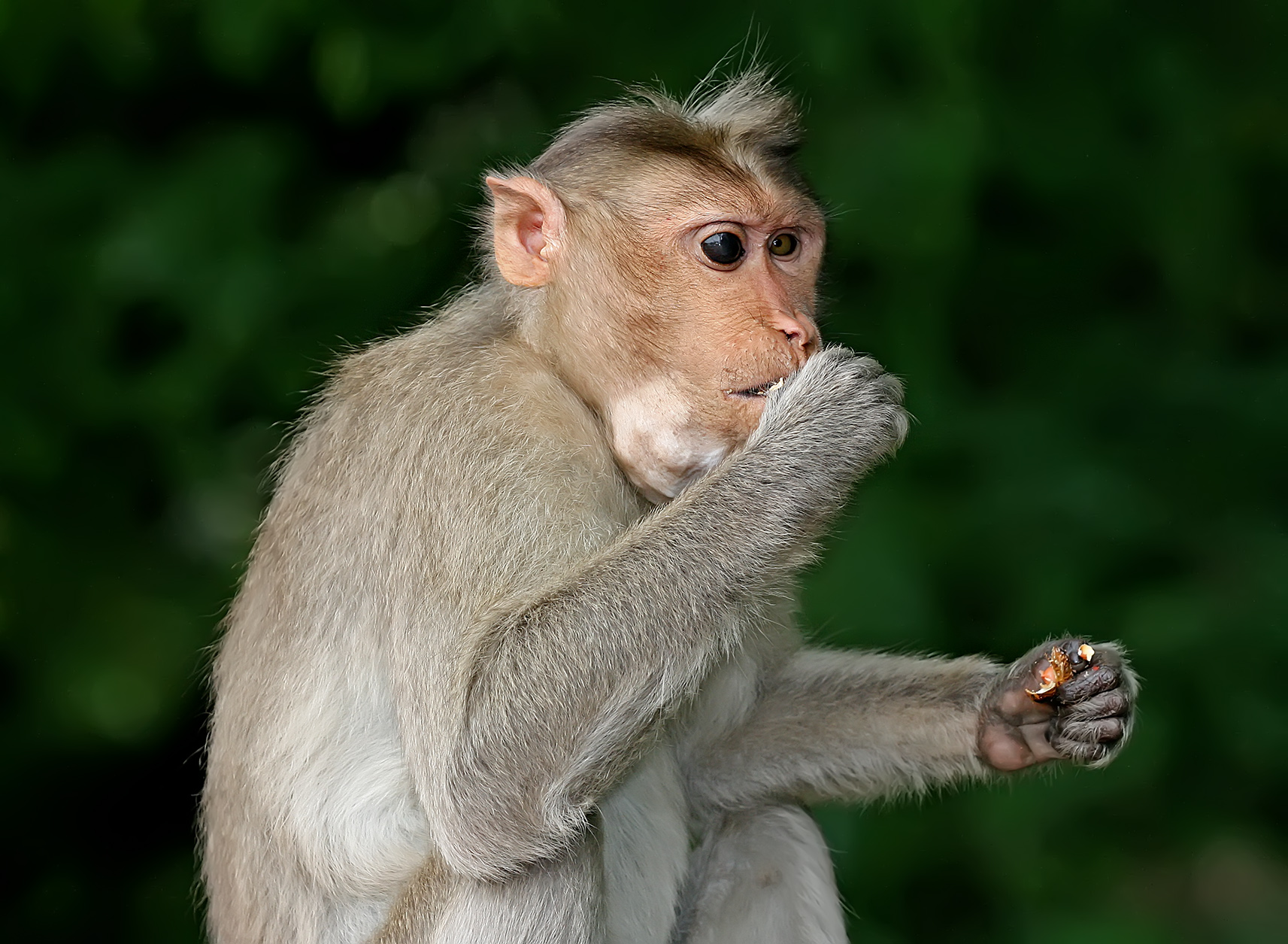
Makak jávský si ukládá potravu do kapsy v tlamě

Areál rozšíření tohoto primáta je rozsáhlý. Vyskytuje se především v různých typech lesů včetně mangrovů až do 2 000 metrů nad mořem. Schopnost adaptovat se na různá prostředí mu umožnila, aby se rozšířil po téměř celé jihovýchodní Asii. Do výčtu území, kde jej lze najít, patří Sumatra, Borneo, Jáva, Filipíny a další ostrovy Malajského souostroví, Indočína (Kambodža, Thajsko) a oblasti, kam byl introdukován (je tam nepůvodním druhem), např. Mauricius nebo Palau.
Nebezpečný je pro původní druhy ptáků kvůli pojídání jejich vajec a soupeření o potravu. Mezinárodní svaz ochrany přírody jej zařadil na seznam „100 nejhorších invazních druhů“.

## Popis
Makakové jávští mohou, v závislosti na poddruhu, dosahovat délky až 55 cm bez ocasu, samci jsou větší než samice. Hmotnost u samců se odhaduje na 4,8–7 kg, samice jsou lehčí a váží 3–4 kg (makak jávský patří mezi 3 nejmenší druhy makaků). Srst má po celém těle červeno-hnědé až šedo-hnědé zbarvení, na hlavě se táhne až do čela a vytváří typickou chocholku. Na obličeji samcům roste, pro ně typický, šedo-bílý knír a na rozdíl od samic mají také vyvinutější špičáky. Obě pohlaví se tedy od sebe výrazně odlišují, je zde zřetelný pohlavní dimorfismus. Řezáky jsou lopatkovitého tvaru (zubní vzorec trvalého chrupu je I 2/2 C 1/1, P 2/2 M 3/3). Oči míří dopředu (u makaka jávského je tedy, podobně jako u všech primátů, vyvinuto binokulární vidění) a jsou lemovány bílou srstí, oční víčka mají bílé zbarvení. Tváře jsou růžovo-hnědé, nos plochý a nosní dírky umístěny blízko sebe; jde o typický znak úzkonosých primátů. V tlamě má opice lícní torby, do kterých si může uschovávat potravu a sežrat ji později. Makak jávský vlastní na rozdíl od mnoha jiných makaků ocas. Ten je delší než tělo, měří kolem 40–65 cm a slouží především k udržování rovnováhy při skocích, jež mohou dosáhnout až 5 m, ale pomáhá i udržovat rovnováhu při chůzi. Makakové se dožívají až 30 let, pohlavní dospělosti dosahují u samců po 50. měsíci, u samic po 51. měsíci. Samice makaků jávských definitivně přestanou růst po šesti letech, samci až po deseti letech.
Makakové jávští jsou náchylní k infekčním chorobám, zároveň také slouží jako přenašeči pro lidi smrtelných virů, jako je Herpes virus typu B. Na člověka mohou poměrně snadno přenést i parazita Plasmodium knowlesi, který způsobuje malárii jak u těchto primátů, tak případně i u lidí.

## Chování

### Denní režim
Tyto opice patří mezi denní živočichy a zdržují se především na stromech. Pohybují se zde pomocí všech čtyř končetin a málokdy slézají dolů, aby je neohrožovaly šelmy, zvláště tygři. Útočiště ve stromoví nacházejí i v noci, jednotlivé skupiny opic mají své vlastní stromy. Ráno vstávají kolem 5.30 až 6.00 hodin. Denně se mohou přemístit až o dva kilometry, když pátrají po potravě, uražená vzdálenost při tom závisí na velikosti skupiny. Makak jávský se nebojí vody a na rozdíl od mnoha jiných druhů primátů dovede plavat. Už mláďata si ve vodě hrají a hledají potravu na dně (makak jávský se dovede potopit až na půl minuty).

### Potrava

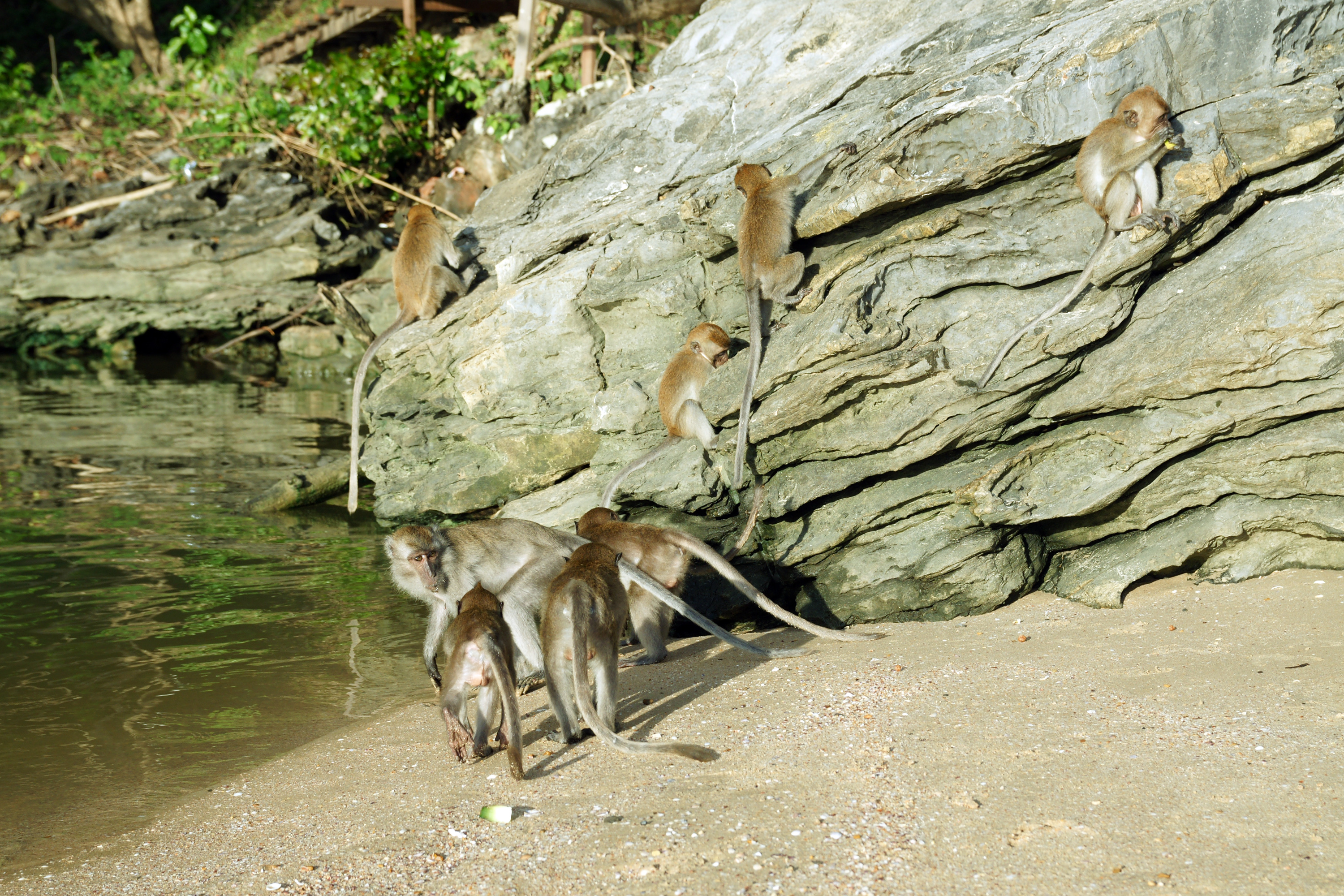
Skupina makaků vybírá na pobřeží měkkýše a kraby

Makak jávský je všežravec. Hlavní složkou potravy jsou semena a plody (až více než 2/3), konzumuje však i listy, květy, kořínky a kůru. Do jeho jídelníčku patří i maso a živočišná potrava – příležitostně se živí drobnými obratlovci (hnízdící ptáci, ještěrky, žáby), z ptačích hnízd vybírá ptáčata a vejce. V Indonésii, kde se často zdržuje v mangrovových porostech, se naučil lovit v mělké vodě kraby a jiné korýše, díky čemuž dostal v angličtině název Crab-eating macaque. Kromě toho se živí i měkkýši. Lov probíhá tak, že sedí na větvích a čeká na správnou příležitost, kdy ustoupí na pláži voda. Poté sleze ze stromů dolů, pochytá korýše a rozbije jejich tvrdou schránku kamenem. Někdy vniká i do plantáží cukrové třtiny, čímž ničí úrodu.

### Hierarchie
Makakové jávští žijí v tlupách, v nichž může být 6 až 58 jedinců, z nichž jsou nejpočetnější samice. Ty jsou takzvaně filopatrické, vyskytují se pouze v domovské lokalitě, kterou téměř nikdy neopouštějí. Po dosažení pohlavní dospělosti mláďat ze skupiny odejdou samci, aby se ujali vedení jiné tlupy, a samice v ní zůstávají. Pokud se samec pokusí převzít místo alfa samce, nastává boj mezi těmito opicemi, při kterém se makakové mohou zranit. Každý samec má kolem sebe skupinku asi 3 samic. Jedna skupina makaků si může přivlastnit teritorium až o rozloze 200 ha. Pokud se dvě skupiny setkají, obvykle dochází k bitce, která začíná vrčením a ceněním zubů a pokud to nepřítele nezastraší, dojde k opravdovému boji. V regionu jižního Bornea žijí v kompetičních vztazích s kahauy nosatými (Nasalis larvatus).
Konflikty mezi členy tlupy zažehnává mimo jiné společné pití vody.

### Rozmnožování
Největší šanci na spáření má alfa samec, jenž se může pářit i se samicemi jiných samců. Samice je březí 162–193 dní. Po skončení gravidity se jí narodí jediné mládě, vážící zhruba 320 g, o které se stará pouze ona. Jestli jde o samce nebo samici, lze poznat až po delší době, mláďata nejprve vypadají stejně a mají černé zbarvení, které se časem změní na barvu dospělých jedinců. Jsou kojena mateřským mlékem po dobu asi 420 dní. Někteří jedinci mohou být nesnášenliví vůči dalším členům skupiny, objevují se krádeže mláďat výše postavenými samicemi těm, které jsou v hierarchickém žebříčku níže, i zabíjení mláďat. Mladí jedinci obojího pohlaví si zpočátku hrají dohromady, kolem jednoho až dvou let věku se však začnou věnovat navzájem pouze jedinci stejného pohlaví.

### Inteligence a používání nástrojů

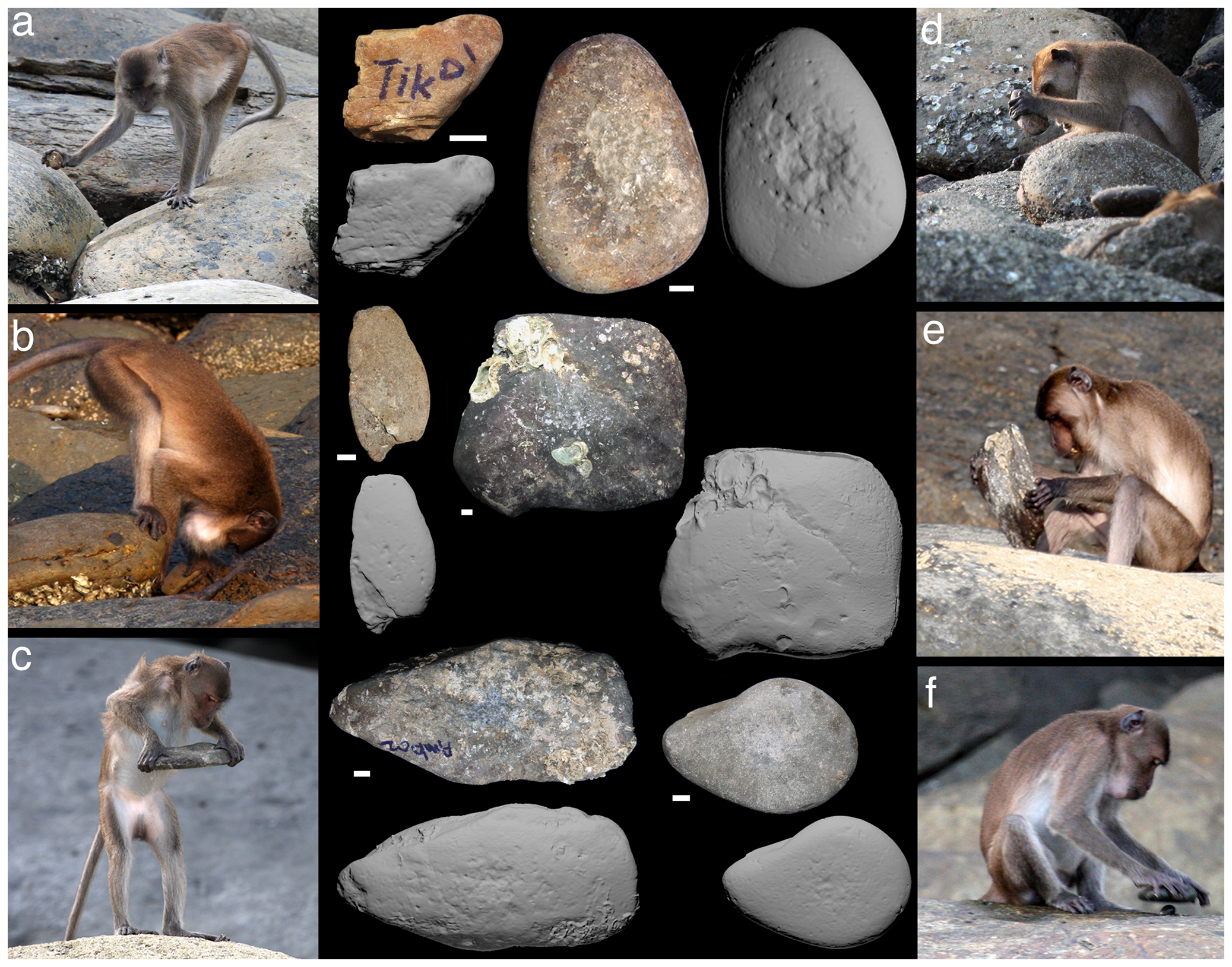
Makak jávský – nástroje

Některé skupiny těchto primátů používají kameny k rozbíjení ořechů nebo mlžů, kterými se živí, aby se dostaly k jedlému vnitřku, dovedou si oloupat také batáty a maniok. Byli pozorováni rovněž jedinci, kteří si před požitím plodů umyli písek z nich v řece. Dovedou si také čistit zuby a učí to i mláďata.

## Ve vědeckém výzkumu
Makak jávský je často odchytáván pro výzkumné účely a společně s makakem rhesus (Macaca mulatta) jde o nejčastěji používanou opici k laboratorním pokusům. Tuto oblíbenost způsobuje především malá velikost tohoto primáta vzhledem k ostatním úzkonosým opicím. Pokusy zahrnují především testování léků proti různým chorobám. Makak jávský se také využívá při výzkumu diabetu (cukrovka je u tohoto druhu poměrně rozšířenou chorobou). Jelikož je citlivý na stres, probíhají i výzkumy vlivu stresu na vznik kardiovaskulárních onemocnění i na reprodukční funkci. Rovněž psychiatři a psychologové využívají makaky jávské na testy jejich chování po požití alkoholu nebo drog, případně na výzkum deprese.

## Ohrožení
Makak jávský byl podle Mezinárodního svazu ochrany přírody (IUCN) dlouhodobě veden jako málo dotčený druh, od roku 2022 je však považován za druh ohrožený, především v důsledku nadměrného lovu. IUCN poukazuje na fakt, že makakové jsou často až bezuzdně zabíjeni, protože jsou považováni za přemnožené škůdce, kteří nezasluhují a nepotřebují ochranu. Například jenom v Malajsii bylo během let 2011 až 2018 vybito přes 400 000 jedinců, přičemž podobné akce často podporují i orgány veřejné správy, či dokonce někteří ochránci přírody. Vyjma konfliktů s lidmi je velké množství makaků rovněž odchytáváno pro lékařský výzkum; úroveň obchodu prudce vzrostla zejména v důsledku pandemie covidu-19. Vyjma lovu nelze opomenout ani na pokračující ztrátu přirozeného prostředí; ta jde navíc ruku v ruce s dalším průnikem makaků do synantropních stanovišť a následným konfliktům s lidmi. Například roce 2017 došlo v indonéské oblasti Boyolali ke zvyšujícímu se počtu útoků ze strany makaků vůči tamějším obyvatelům, a to právě z důvodu ústupu jejich přirozeného prostředí a nedostatku potravy.
IUCN považuje zařazení makaka jávského za pomyslnou „ruční brzdu“ a přirovnává jej k holubovi stěhovavému, jednomu z nejpočetnějších ptáků Severní Ameriky, který byl vyhuben v důsledku nadměrného lovu. Ačkoli jsou makakové vystaveni silnému loveckému tlaku, jejich populační ekologie je pouze málo prostudována, a vliv podobných hrozeb na jejich populace tedy prakticky není doceněn. IUCN k roku 2022 předvídá, že populace poklesly o nejméně 40 % během posledních 40 let.
Mezi přirozené nepřátele patří šelmy, krokodýli, hadi a dravci.

## Zajímavosti
- Makak jávský byl jedním z primátů, kteří byli vysláni do vesmíru. Opice se jmenovala Albert III. a zahynula v raketě V2 16. září 1949 při její explozi.[47] Ostatní makakové vysláni do kosmu byli převážně rhesusové (Macaca mullata).[48]

## Chov v zoo
Makaka jávského chová v České republice např. ZOO Tábor.

## Galerie

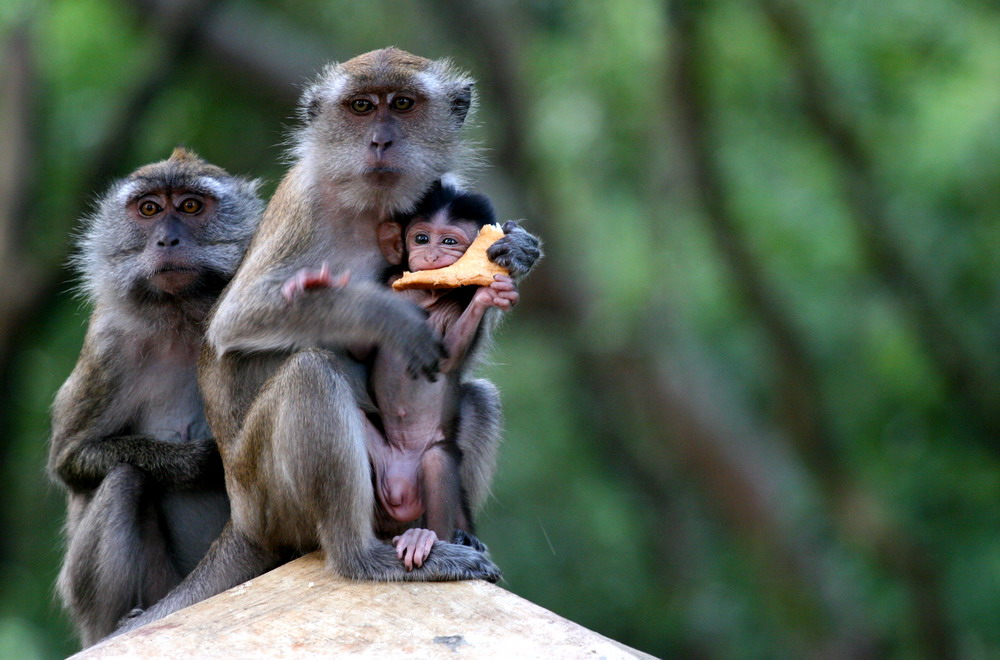
Makak jávský, dospělci a mládě
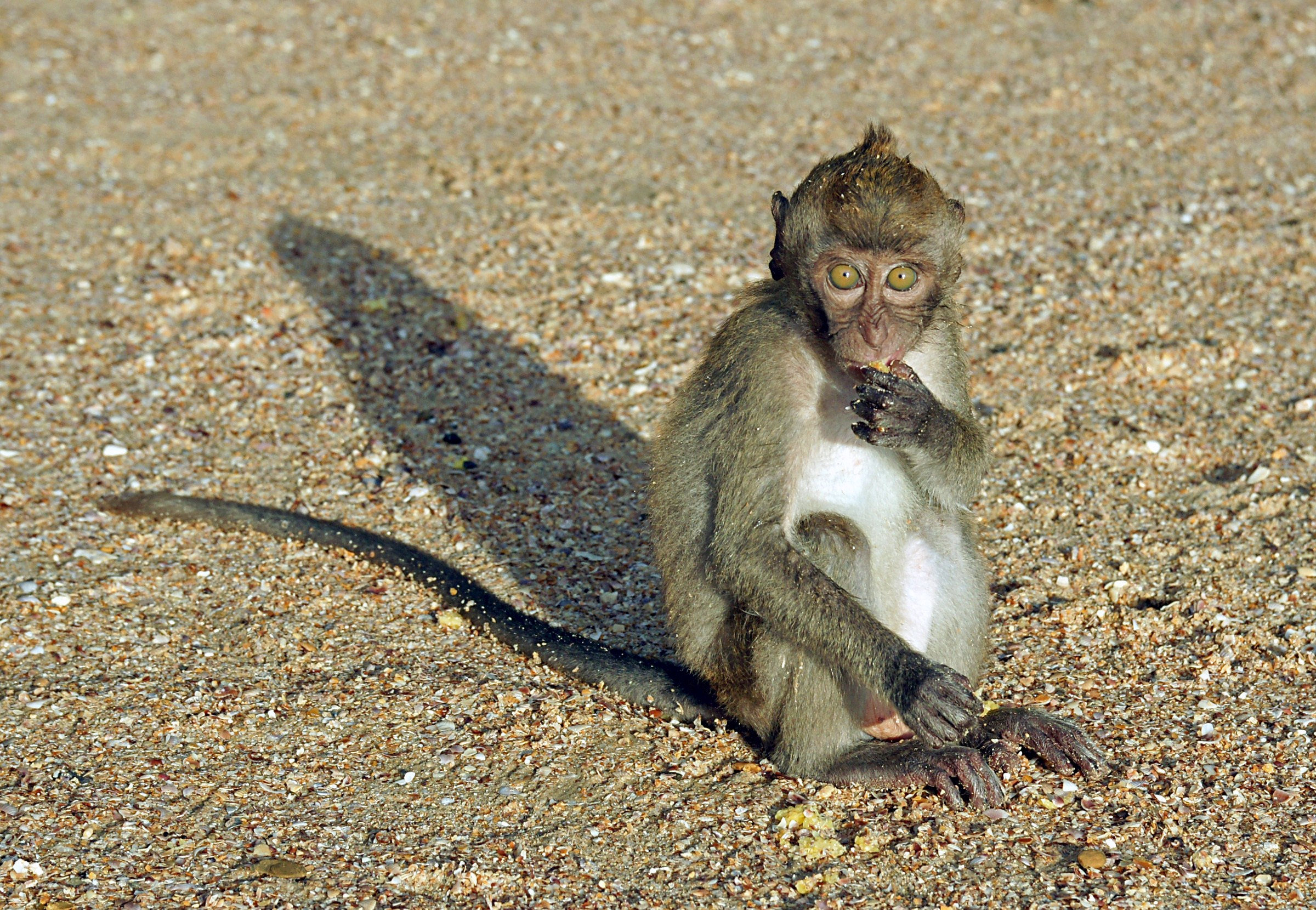
Makak jávský vybírá měkkýše
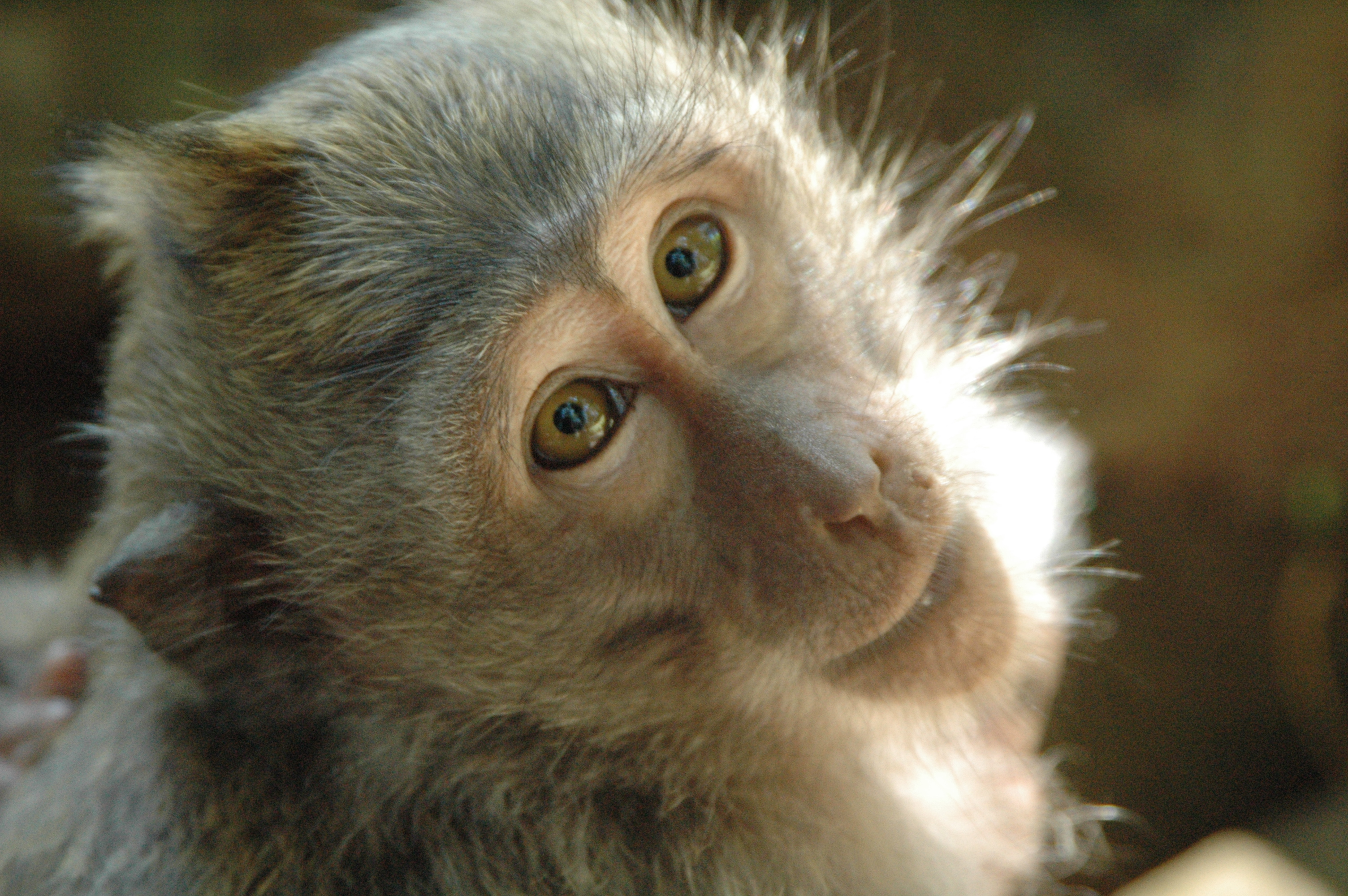
Hlava
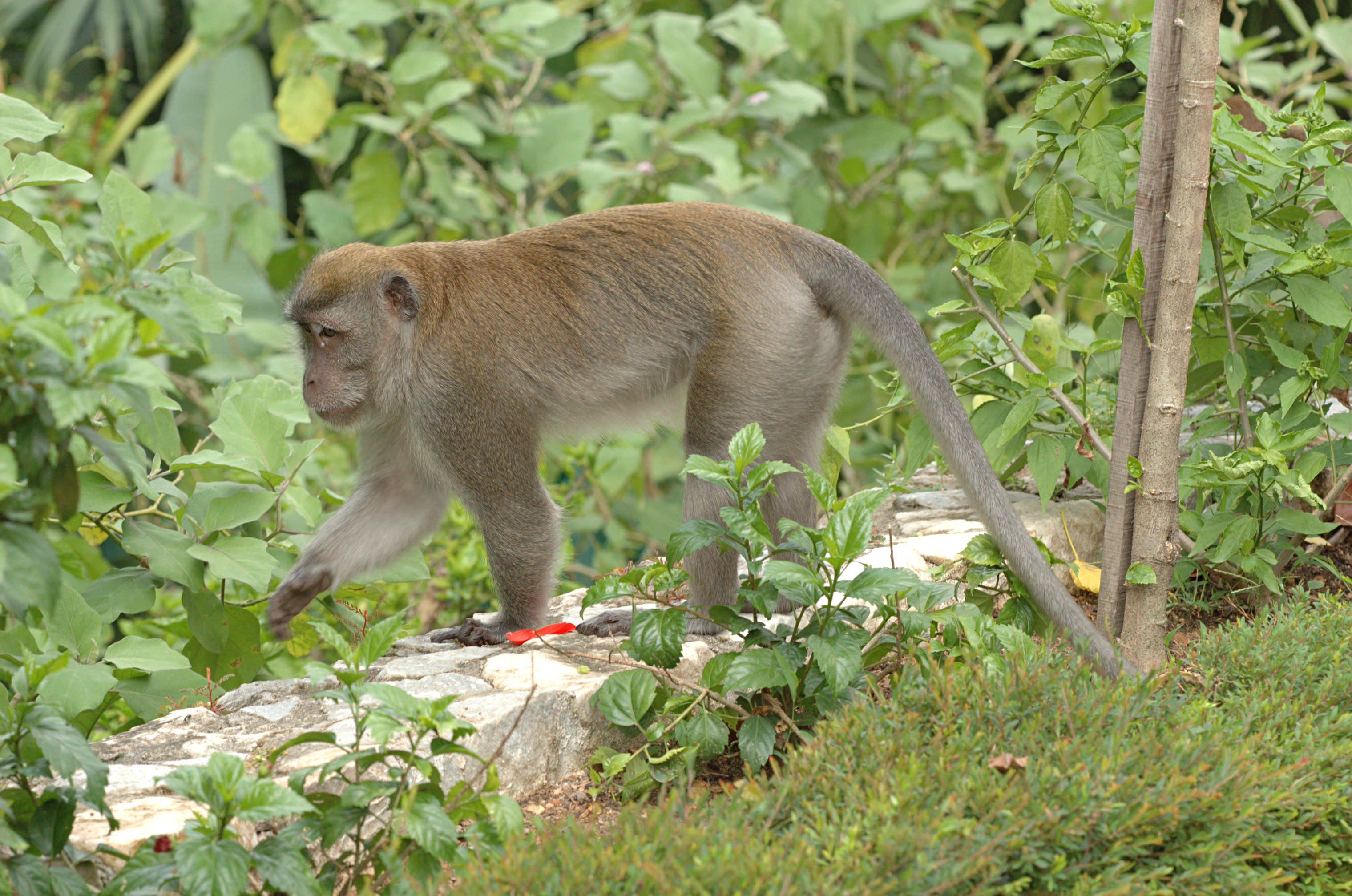
Makak jávský
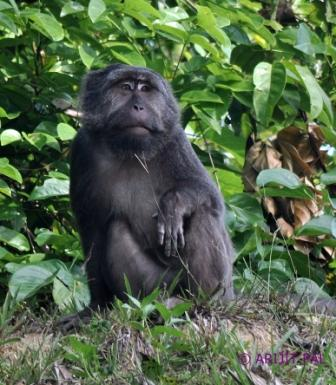
M. f. umbrosa
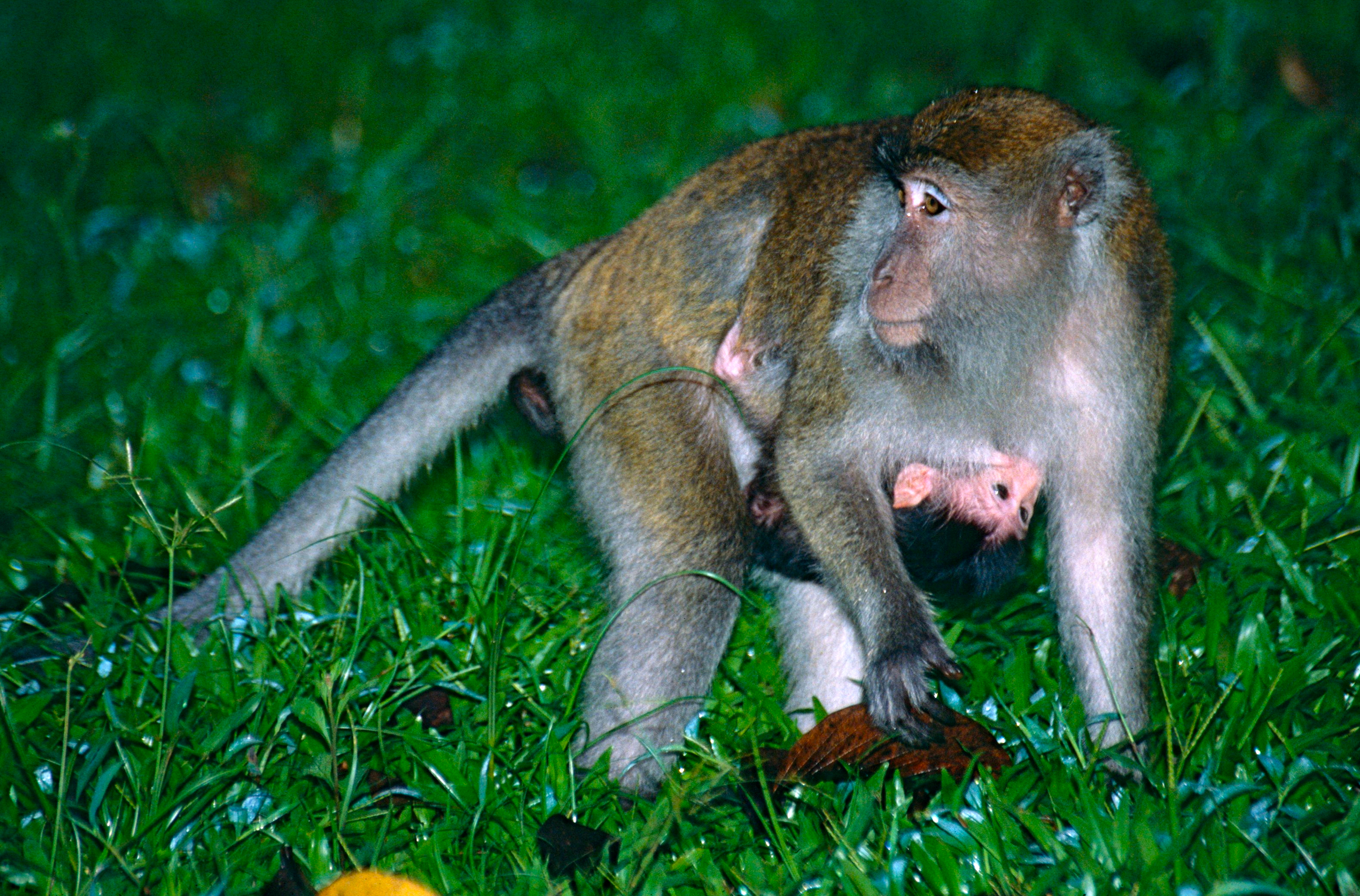
Samice s mládětem
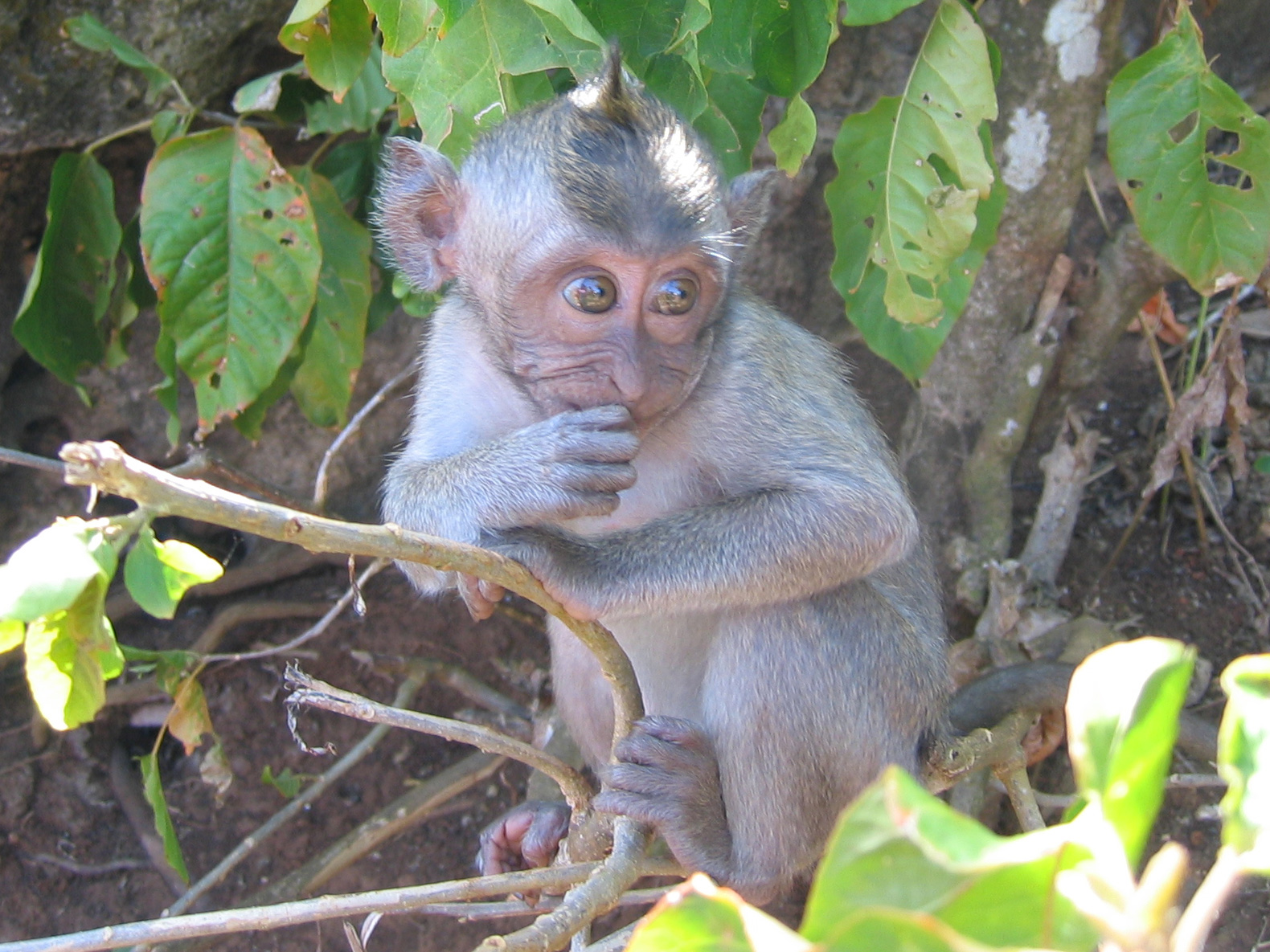
Mladý jedinec